# Аксу (Тимирязевский район)
Аксу (каз. Ақсу) — упразднённое село в Тимирязевском районе Северо-Казахстанской области Казахстана. Упразднено в 2019 г. Входило в состав Белоградовского сельского округа. Код КАТО — 596234300.

## История
Указом ПВС Казахской ССР от 16.08.1971 года посёлку отделения № 3 совхоза «Мичуринский» присвоено наименование село Аксу.

## Население
В 1999 году население села составляло 89 человек (44 мужчины и 45 женщин). По данным переписи 2009 года, в селе проживало 11 человек (4 мужчины и 7 женщин).